# HMNZS Achilles (70)
HMNZS Achilles byl lehký křižník třídy Leander, který sloužil v britském, novozélandském a nakonec indickém námořnictvu. Známým se stal svojí účastí v bitvě u ústí Rio de La Plata. Byla to druhá z pěti lodí třídy Leander.
Achilles byl původně postaven pro Royal Navy a byl převzat jako HMS Achilles 6. října 1933. Od 31. března 1937 sloužil jako člen novozélandské divize a sloužil v ní až do založení novozélandského námořnictva v září 1941. Tehdy byl přejmenován na HMNZS Achilles a sloužilo na něm v průměru 60 % Novozélanďanů.
Na začátku 2. světové války Achilles hlídkoval u západního pobřeží Jižní Ameriky a hledal německé obchodní lodě. Dne 22. října 1939 připlul na Falklandské ostrovy, aby se stal spolu s HMS Exeter a HMS Ajax členem svazu G pod velením komodora Harwooda.
Ráno 13. prosince 1939 svaz G složený z těžkého křižníku Exeter a lehkých křižníků Ajax a Achilles spatřil na obzoru kouř. Britové se původně domnívali, že jde o kapesní bitevní loď Admiral Scheer, ale nakonec se ukázalo, že jde o její sesterskou loď Admiral Graf Spee. Ze vzdálenosti 20 km začala bitva později nazývaná jako bitva u ústí Rio de La Plata. Během ní byl Achilles poškozen blízkým zásahem, při kterém byly 4 námořníci zabiti a několik dalších včetně kapitána W. E. Parryho bylo zraněno. Jejich soupeř Admiral Graf Spee byl v bitvě několikrát zasažen a začala mu docházet munice. Obrátil proto k neutrálnímu přístavu Montevideo, kam za stálého sledování lehkými křižníky doplul po 22. hodině.
Po této bitvě se Achilles vrátil do Aucklandu, kam připlul 23. února 1940 a kde byl do června 1940 na opravách. Po japonském vstupu do války se připojil k jednotkám ANZAC a sloužil při ochraně vojenských konvojů. Dne 5. ledna 1943, když spolupracoval s americkými jednotkami u Nové Georgie, byl zasažen bombou do dělové věže X. Oprava v Portsmouthu trvala od dubna 1943 do května 1944. Během oprav byla dělová věž X vyměněna za čtyři čtyřhlavňové dvouliberní protiletadlové kanóny. Po opravách byl odeslán zpět do Pacifiku, kde se připojil k Britské pacifické flotě (TF 57). S tou se zúčastnil závěrečných akcí v Pacifiku.
Po válce se Achilles vrátil britskému námořnictvu, ale 5. července 1948 byl prodán indickému námořnictvu jako HMIS (později INS) Delhi. V něm sloužil až do odprodání k sešrotování v Bombaji 30. června 1978. Dělová věž Y byla vyjmuta a darována novozélandské vládě. Dnes je vystavena na námořní základně v Aucklandu.
V roce 1956 si dokonce Achilles zahrál sám sebe ve filmu Bitva u La Plata.